# Antonietta De Lillo

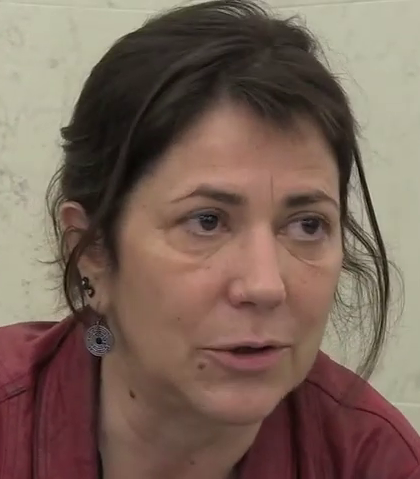
Antonietta De Lillo, Standbild aus Video-Interview (2021)

Antonietta De Lillo (* 6. März 1960 in Neapel) ist eine italienische Regisseurin.

## Leben
De Lillo arbeitete für Publikationen wie Il Corriere di Napoli, Napoli Oggi, Gente und L’Espresso als Journalistin und Fotografin und wandte sich nach dem Abschluss der „Discipline delle Arti, della Musica e dello Spettacolo“ (DAMS) in Bologna dem Film zu. Von 1982 bis 1984 arbeitete sie als Kameraassistentin für das Fernsehen und für Tourismusfilme. 1985 gründete sie mit dem ebenfalls aus Neapel stammenden Giorgio Magliulo die Produktionsgesellschaft „Angio Film“, mit der sie im Folgejahr ihren ersten Spielfilm produzierte und inszenierte. Una casa in bilico wurde ein kleiner Erfolg und von den Kritikern gut aufgenommen, ebenso wie die drei Jahre später entstandene ironische Komödie Matilda, die auch den Jurypreis des Filmfestivals Annecy erhielt.
Daneben betätigte sich De Lillo immer wieder als Dokumentaristin; einige dieser Werke wurden ebenfalls prämiert. Der 1995 entstandene Film Racconti di Vittoria vermischte in Episoden Dokumentarhaftes, theatralische Inszenierung und Literatur und war nicht auf den Massengeschmack ausgerichtet. Ihre im neuen Jahrtausend entstandenen Filme wurden wieder Erfolge, vor allem Il resto de niente aus dem Jahr 2004, der, wie sein Vorgänger Non è giusto, für ein Nastro d’Argento nominiert wurde.

## Filmografie (Auswahl)
- 1986: Una casa in bilico
- 1990: Matilda
- 1995: Racconti di Vittoria
- 2001: Non è giusto
- 2004: Il resto de niente